# 5638 (année hébraïque)
5638 (hébreu : ה'תרל"ח , abbr. : תרל"ח) est une année hébraïque qui a commencé à la veille au soir du 8 septembre 1877 et s'est finie le 27 septembre 1878. Cette année a compté 385 jours. Ce fut une année embolismique dans le cycle métonique, avec deux mois de Adar - Adar I et Adar II. Ce fut la troisième année depuis la dernière année de chemitta.

## Calendrier
Ce calendrier hébraïque de l'année 5638 donne les correspondances avec les dates du calendrier grégorien.
Le premier nombre dans chaque case correspond au jour du mois hébraïque. Les jours en couleurs sont des jours remarquables juifs .
| ◄◄ | 5638 | ►► |

## Naissances
- Martin Buber
- Janusz Korczak

## Décès
5633 - 5634 - 5635 - 5636 - 5637 - 5638 - 5639 - 5640 - 5641 - 5642 - 5643